# المترس (حزم العدين)

تعديل مصدري - تعديل

المترس محلة تابعة لقرية المناطيش، التابعة لعزلة السيدم بمديرية حزم العدين إحدى مديريات محافظة إب في الجمهورية اليمنية، بلغ تعداد سكانها 49 حسب تعداد اليمن لعام 2004.